# Fontaine du mémorial Darlington
La fontaine du mémorial Darlington est une œuvre réalisée par Carl Paul Jennewein. Elle est située au Judiciary park, au croisement de 5th Street et D Street, Northwest, dans le quartier Judiciary Square (en) à Washington.
La fontaine du mémorial Darlington a été nommée en l'honneur de Joseph J. Darlington. La conception de celle-ci présentée par Carl Paul Jennewein a été approuvée par la Commission des beaux-arts des États-Unis en 1921. Elle fut installée en novembre 1923. La sculpture représentant une nymphe provoqua toutefois une certaine controverse à propos de la nudité du personnage. Ce qui n'a pas empêché la Pennsylvania Academy of Fine Arts de lui attribuer le prix de l'Association du parc Fairmount (le Fairmount Park Association Prize) pour l'année 1926. Une copie de Charles Louis Borie, ami de Jennewein, a été acquise par Brookgreen Gardens en 1940,.